# Championnat du monde des clubs féminin de volley-ball 2010
Navigation
2009 2011
Le Championnat du monde des clubs de volley-ball féminin 2010 est la quatrième édition du Championnat du monde des clubs de volley-ball féminin organisé par la Fédération internationale de volley-ball. Elle se déroule du 15 au 21 décembre 2010 au Qatar pour la deuxième fois de son histoire. Tous les matches sont joués à la salle « Al Gharafa » à Doha.
Le club de Fenerbahçe est sacrée championne du monde pour la première fois de son histoire.

## Déroulement de la compétition
Le format du Championnat du monde des clubs, en vigueur à partir de 2009, prévoit la division de six équipes en deux groupes, A et B. 
Les deux premières équipes de chaque groupes se qualifient pour les demi-finales (le premier du groupe A rencontre le second du groupe B, et vice-versa). Les équipes classées troisième sont éliminées et sont incluses dans le classement final à la cinquième place.
Les gagnants des demi-finales se disputent la victoire finale, tandis que les perdants s'affrontent pour la troisième place.

## Participants
| Club          | Pays                   | Confédération | Titre                                       |
| ------------- | ---------------------- | ------------- | ------------------------------------------- |
| Sollys Osasco | Brésil                 | CSV           | Champion d'Amérique du Sud                  |
| Mirador       | République dominicaine | NORCECA       | Champion d'Amérique du Nord et des Caraïbes |
| Bergame       | Italie                 | CEV           | Champion d'Europe                           |
| Kenya Prisons | Kenya                  | CAVB          | Champion d'Afrique                          |
| Federbrau     | Thaïlande              | AVC           | Champion d'Asie                             |
| Fenerbahçe    | Turquie                | CEV           | Wild card                                   |

## Phase de groupes

### Composition des groupes
| Groupe A - Federbrau - Sollys Osasco - Fenerbahçe | Groupe B - Kenya Prisons - Mirador - Bergame |

### Résultats
| Groupe A |                            |     |                     |
|          |                            |     |                     |
| 15-12    | Federbrau - Sollys Osasco  | 0-3 | 15-25, 24-26, 28-30 |
| 16-12    | Fenerbahçe - Sollys Osasco | 3-0 | 25-17, 25-23, 25-16 |
| 19-12    | Fenerbahçe - Federbrau     | 3-0 | 25-20, 25-18, 25-23 |

| Groupe B |                         |     |                     |
|          |                         |     |                     |
| 15-12    | Kenya Prisons - Mirador | 0-3 | 20-25, 11-25, 17-25 |
| 16-12    | Bergame - Mirador       | 3-0 | 27-25, 25-12, 25-22 |
| 17-12    | Bergame - Kenya Prisons | 3-0 | 25-15, 25-13, 25-16 |

### Classements
| Groupe A | Groupe A      | Groupe A | Partie | Partie | Set | Set | Set   | Point | Point | Point |
| #        | Équipe        | Pt       | V      | P      | V   | P   | Qz    | V     | P     | Qz    |
| -------- | ------------- | -------- | ------ | ------ | --- | --- | ----- | ----- | ----- | ----- |
| 1        | Fenerbahçe    | 4        | 2      | 0      | 6   | 0   | MAX   | 150   | 117   | 1.282 |
| 2        | Sollys Osasco | 3        | 1      | 1      | 3   | 3   | 1.000 | 137   | 142   | 0.965 |
| 3        | Federbrau     | 2        | 0      | 2      | 0   | 6   | 0.000 | 128   | 156   | 0.821 |

| Groupe A | Groupe A      | Groupe A | Partie | Partie | Set | Set | Set   | Point | Point | Point |
| #        | Équipe        | Pt       | V      | P      | V   | P   | Qz    | V     | P     | Qz    |
| -------- | ------------- | -------- | ------ | ------ | --- | --- | ----- | ----- | ----- | ----- |
| 1        | Bergame       | 4        | 2      | 0      | 6   | 0   | MAX   | 152   | 103   | 1.476 |
| 2        | Mirador       | 3        | 1      | 1      | 3   | 3   | 1.000 | 134   | 125   | 1.072 |
| 3        | Kenya Prisons | 2        | 0      | 2      | 0   | 6   | 0.000 | 92    | 150   | 0.613 |

## Phase finale
|  | Demi-finales                             | Demi-finales                         |                        |   | Finale                               | Finale                               |
|  | Demi-finales                             | Demi-finales                         |                        |   | Finale                               | Finale                               |
|  |                                          |                                      |                        |   |                                      |                                      |
|  | Doha, 20-12-2010 (25-21 25-18 25-18)     | Doha, 20-12-2010 (25-21 25-18 25-18) |                        |   | Doha, 21-12-2010 (25-23 25-22 25-17) | Doha, 21-12-2010 (25-23 25-22 25-17) |
|  | Doha, 20-12-2010 (25-21 25-18 25-18)     | Doha, 20-12-2010 (25-21 25-18 25-18) |                        |   | Doha, 21-12-2010 (25-23 25-22 25-17) | Doha, 21-12-2010 (25-23 25-22 25-17) |
|  | Fenerbahçe                               | 3                                    |                        |   | Doha, 21-12-2010 (25-23 25-22 25-17) | Doha, 21-12-2010 (25-23 25-22 25-17) |
|  | Fenerbahçe                               | 3                                    |                        |   | Doha, 21-12-2010 (25-23 25-22 25-17) | Doha, 21-12-2010 (25-23 25-22 25-17) |
|  | Mirador                                  | 0                                    |                        |   | Doha, 21-12-2010 (25-23 25-22 25-17) | Doha, 21-12-2010 (25-23 25-22 25-17) |
|  | Mirador                                  | 0                                    | Fenerbahçe             | 3 |                                      |                                      |
|  | Doha, 20-12-2010 (22-25 20-25 21-25)     |                                      | Fenerbahçe             | 3 |                                      |                                      |
|  |                                          | Sollys Osasco                        | 0                      |   |                                      |                                      |
|  | Bergame                                  | Sollys Osasco                        | 0                      | 0 |                                      |                                      |
|  | Bergame                                  |                                      |                        | 0 |                                      |                                      |
|  | Sollys Osasco                            | 3                                    |                        |   |                                      |                                      |
|  | Sollys Osasco                            | 3                                    | Match pour la 3e place |   |                                      |                                      |
|  |                                          |                                      |                        |   |                                      |                                      |
|  | Doha, 21-12-2010 (8-25 25-23 8-25 15-25) |                                      |                        |   |                                      |                                      |
|  |                                          |                                      |                        |   |                                      |                                      |
|  | Mirador                                  | 1                                    |                        |   |                                      |                                      |
|  | Mirador                                  | 1                                    |                        |   |                                      |                                      |
|  | Bergame                                  | 3                                    |                        |   |                                      |                                      |
|  | Bergame                                  | 3                                    |                        |   |                                      |                                      |

## Récompenses
- Meilleur serveuse :  Eda Erdem (Fenerbahçe)
- Meilleur réceptionneuse :  Enrica Merlo (Bergame)
- Meilleur défenseuse :  Brenda Castillo (Mirador)
- Meilleur contreuse :  Annerys Vargas (Mirador)
- Meilleur attaquante : Thaisa Menezes (Sollys Osasco)
- Meilleur marqueuse :  Katarzyna Skowronska-Dolata (Fenerbahçe)

## Classement final
| Rang | Club          | Nation                 | Confédération | Prime     |
| ---- | ------------- | ---------------------- | ------------- | --------- |
| 1    | Fenerbahçe    | Turquie                | CEV           | 200 000 $ |
| 2    | Sollys Osasco | Brésil                 | CSV           | 140 000 $ |
| 3    | Bergame       | Italie                 | CEV           | 90 000 $  |
| 4    | Mirador       | République dominicaine | NORCECA       | 60 000 $  |
| 5    | Federbrau     | Thaïlande              | AVC           | 30 000 $  |
| 5    | Kenya Prisons | Kenya                  | CAVB          | 30 000 $  |